# Neelides
Genre
Neelides est un genre de collemboles de la famille des Neelidae.

## Liste des espèces
Selon Checklist of the Collembola of the World (version du 11 août 2019) :
- Neelides bisetosus Bretfeld & Trinklein, 2000
- Neelides dianae (Christiansen & Bellinger, 1981)
- Neelides folsomi Caroli, 1912
- Neelides minutus (Folsom, 1901)
- Neelides snideri Bernard, 1975

## Publication originale
- Caroli, 1912 : Collembola. 1. Su di un nuovo genere di Neelidae. Annuario del Museeo Zoologico della R. Università di Napoli, Nuova Serie, Supplemento, Fauna delgi Astroni, vol. 4, p. 1-5.